# Lepisanthes unilocularis
Lepisanthes unilocularis là một loài thực vật có hoa trong họ Bồ hòn. Loài này được Leenh. mô tả khoa học đầu tiên năm 1969.